# Phanoptis
Phanoptis is een geslacht van vlinders van de familie tandvlinders (Notodontidae), uit de onderfamilie Dioptinae.

## Soorten
- P. cyanomelas Felder, 1874
- P. fatidica Dognin, 1910
- P. miltorrhabda Prout, 1922
- P. taxila Druce, 1907
- P. vitrina Druce, 1886